# Сумська обласна універсальна наукова бібліотека
50°54′33″ пн. ш. 34°48′08″ сх. д. / 50.909237° пн. ш. 34.802263° сх. д.
Комунальний заклад Сумської обласної ради «Сумська обласна універсальна наукова бібліотека» — провідний просвітницький, культурний, науково-інформаційний центр Сумської області; найбільша публічна книгозбірня регіону; депозитарій краєзнавчих видань; інформаційний та науково-методичний центр для бібліотек Сумщини.

## З історії розвитку бібліотечної справи в Сумах
Попередницею Сумської ОУНБ можна вважати першу публічну бібліотеку в місті Суми, засновану в 1860 р. Згадки про неї є у «Географических очерках Харьковской губернии»:
|  | В г. Сумах находится публичная библиотека, основанная в 1860 г. стараниями предводителя дворянства Савича, судьи Солецкого, штатного смотрителя Андреева и купцов Алчевских, в ней находится 500 томов лучших новейших сочинений и прежних журналов… |

Про відкриття книгозбірні повідомляли «Харьковские губернские ведомости» від 19 листопада 1860 р.: 
|  | В видахъ содействія народному образованію, равно какъ и для того, чтобъ любознательному уму доставить возможность следить за успехами многоразличной человеческой деятельности, съ разрешенія Господина Министра Народного Просвещенія, учреждена въ г. Сумахъ публичная библіотека. |

Для бібліотеки орендували другий поверх кам’яного будинку в центрі міста. Дві кімнати було облаштовано під кабінет для читання. Існування бібліотеки було забезпечено завдяки одноразовим пожертвуванням її засновників, платі за користування абонементом, проведенню сімейних вечорів. Бібліотека була утримана й на кошти читачів: з них брали внесок у розмірі 10 крб. на рік. Для бідних верств населення внесок знижувався до 3 крб, водночас на всіх місцевих учителів поширювалося правило безоплатного користування книжками.
Основу фонду складали книги й часописи, подаровані бібліотеці. У бібліотеці функціонували абонемент і читальна зала  (з 10 до 14 год. та з 18 до 24 год.); книжки видавалися терміном на 14 днів, часописи — на 7 днів, газети — на 2 дні. За порушення термінів із читачів стягувався штраф.
Вечори на платній основі, що їх проводили в бібліотеці за участю еліти міста, мали значення своєрідного клубу за захопленнями й були головним джерелом її бездефіцитного функціонування впродовж 12 років. 1872 р. книжковий фонд книгозбірні становив уже 3122 томи, вона мала достатнє умеблювання, що вважалося рідкістю для повітового міста.  Однак з 1873 р., коли розпорядники вечорів відкрили власне «громадське зібрання», бібліотека втратила цю частину прибутків і надалі її фонд поповнювався лише часописами. Заробітну плата персоналу не виплачували.
У подальші роки нова бібліотечна рада доклала певних зусиль щодо фінансової підтримки закладу, налагодження її роботи, пошуку придатного приміщення й порушувала ці питання через гласних на засіданнях Сумської міської думи. У 1894 р. думою було затверджено правила й умови існування книгозбірні, зокрема, встановлено диференційовану плата за користування бібліотечними книжками (від 5 коп. до 7 руб.), що уможливило доступ до неї.
У скрутні часи 1918—1919 рр. міська публічна бібліотека не припиняла свою діяльність, її штат складався із 4-х осіб. За штампами на тогочасних книжках, що збереглися у фондах ОУНБ, встановлено, що в 1920 р. книгозбірня мала назву Сумська центральна бібліотека, а в 1927 р. — Сумська центральна окружна бібліотека ім. Крупської-Ульянової. У 1930-х роках вона носила назву Сумської міської бібліотеки для дорослих.

## Етапи становлення обласної книгозбірні
Відповідно до наказу Народного Комісаріату освіти УРСР від 20 лютого 1939 р. № 1171 «Про утворення обласних бібліотек в обласних центрах новоутворених Запорізької, Кіровоградської і Сумської областей», Сумську міську бібліотеку для дорослих з 1 березня 1939 р. перетворено на Сумську обласну бібліотеку ім. Н. К. Крупської.
Книгозбірня стала науково-методичним і координаційним центром для бібліотек усіх систем і відомств Сумської области, у її структурі відбулися відповідні зміни. Обсяг її книжкового фонду становив 43 375 пр., в у штаті було 20 бібліотечних працівників.
У роки Другої світової війни обласна бібліотека зазнала великих втрат. Під час бомбардування міста 30 вересня 1941 р. її приміщення було зруйновано, більшість книжок втрачено. Лише невелику кількість видань змогли врятувати бібліотекарі С. Ф. Олійник, М. Ф. Зелль, Ю. А. Козловський, Є. К. Луговий. Під час німецької окупації врятовані книжки зберігалися в приміщенні  колишнього гуртожитку педінституту на вулиці Фрунзе (нині Воскресенська), 9.
3 вересня 1943 року директором бібліотеки призначений І. М. Олійник. Бібліотека мала читальню масову, абонементи, дитячу міську бібліотеку і читальню, загальний відділ обробки. Книжковий фонд на 10 вересня 1943 р. налічував 19 тис. примірників. Передплачувалися нові газети, часописи. За 1943 рік число відвідувань становило 2860.
Колектив із шести осіб, очолюваний Ігорем Миколайовичем Олійником, з перших днів після звільнення міста розпочав свою роботу з комплектування й упорядкування фонду. Були утворені бригади (з комсомольців та учнів шкіл) зі збору літератури серед населення. Лише за вересень 1943 р. ними зібрано 72 тис. примірників, і на перший квартал 1944 року упорядковано весь фонд бібліотеки, що складав 95 тис. примірників. Бібліотека обслуговувала 2390 осіб, кількість відвідувань — 3690, кількість книговидач — 42348, по пересувній бібліотеці — 9374 книговидач. Середня читаність — 22,8. Кількість читачів МБА — 202.
У 1944 р. керівництво обласного відділу народної освіти порушило клопотання про перегляд штату Сумської обласної бібліотеки на збільшення кількості бібліотекарів і виділення в найближчий час нового відповідного приміщення. Таким приміщенням 24.09.1944 р. стала будівля за адресою Червона площа, 6 (тепер Покровська площа). Обласній бібліотеці було передано «верхній і нижній поверхи з підвалом і сараями». У цьому приміщенні бібліотека знаходилася до 1979 року, потім її перенесено на вул. Кірова (нині — Полковника Кондратьєва), 140.
Післявоєнний період у житті обласної бібліотеки був спланований так, щоб усіма засобами масово-виховної роботи охопити якомога більшу частину населення області. Використовуючи пресу, радіо, збори громадськості, бібліотека розширювала свою роботу. Як результат — збільшення кількості читачів.
У 1982 році розпочато будівництво спеціального приміщення для бібліотеки за проєктом сумського архітектора Ю. С. Кобилякова.
20 квітня 1986 року бібліотеку відкрито на вул. Героїв Сталінграда (нині — Героїв Сумщини), буд. 10. Чотириповерхову споруду зі скла й бетону сум'яни назвали «квітка лотосу».
Спеціально для бібліотеки у 1988 році майстри Решетилівської фабрики художніх виробів Полтавської області виготовили гобелен «Древо знань» (художник Л. С. Товстуха), який став окрасою центрального голу книгозбірні.
Нове приміщення бібліотеки дало певні переваги і співробітникам, і відвідувачам. У структурі закладу з’явилися спеціалізовані відділи: літератури з мистецтва, літератури іноземними мовами, краєзнавчої літератури й бібліографії. При відділі зберігання фондів було створено сектор рідкісних і цінних видань, у якому зберігають прижиттєве видання «Енеїди» І. Котляревського (за редакцією М. Парпури, 1798 р.) та «Инстинкт и нравы насекомых» (з автографом І. Шевирьова: «Многоуважаемому Павлу Ивановичу Харитоненко» та відбитком «Бібліотека Главной Конторы П. И. Харитоненко. Отд. № ІІІ кн. № 250», 1898 р.).
У 1997 році структуру наукової бібліотеки реорганізовано — до неї приєднано обласну бібліотеку для юнацтва.
27 серпня в 2014 році в приміщенні бібліотеки встановлено пам’ятну дошку та бронзовий горельєф заслуженому архітекторові Юрію Кобилякову (скульптор О. Прокопчук).
До серпня 2016 бібліотека носила ім'я Н. Крупської.

## Директори
- Олійник Ігор Миколайович — 1943—1944;
- Мавроді(й) Ніна Григорівна — 1944—1948;
- Нерубенко-Деркач Галина Трохимівна — 12.04.1948—15.06.1948;
- Коляденко Георгій Олександрович — 07.07.1948—1956, 1957, 1959, 1964—1972;
- Черняк Марія Митрофанівна — 1958—1959 — в. о. директора;
- Сайко Олексій Костянтинович — 1956, 1959—1964, 1973—1981;
- Калашникова Адель Романівна — 19.03.1981—03.01.1994;
- Демченко Любов Олексіївна — 03.01.1994—01.10.1998;
- Ониксимова Лариса Теофанівна — 01.10.1998—03.08.1999 — в. о. директора;
- Фролова Тетяна Іванівна — 03.08.1999—31.01.2022;
- Кальченко Валентина Миколаївна —  з 01.02.2022.

## Діяльність бібліотеки

### Проєктна діяльність
Новий етап розвитку бібліотеки ознаменовано участю в різноманітних програмах і проєктах, в т. ч. міжнародних.
Значною подією для міста й регіону стало відкриття в обласній науковій бібліотеці Канадсько-Українського бібліотечного центру в 1999 р. Відповідно до угоди з Канадським товариством "Приятелів України" [Архівовано 24 березня 2018 у Wayback Machine.], понад 6 тисяч примірників видань були передані до бібліотеки.
За сприянням відділу преси, освіти й культури Посольства США в Україні, при відділі документів іноземними мовами у 2003 р. розпочав роботу інформаційно-ресурсний центр «Вікно в Америку».
Налагоджена тісна співпраця відділу документів іноземними мовами з Ґете-Інститутом, Британською Радою в Україні, Українсько-американським благодійним фондом «Сейбр-Світло», Bookcrossing.com (Техас), Корпусом Миру, Французьким культурним центром та ін. Сумська обласна бібліотека разом з іншими 60 університетськими й публічними бібліотеками України отримала від Британської Ради в Україні 250 томів «Бібліотеки тисячоліття», до якої входять твори багатьох визначних авторів різних країн англійською мовою.
Фахівці відділу влаштовують зустрічі з працівниками Посольства США в Україні, заходи за участю волонтерів Корпусу Миру. Працюють майстер-класи творчої 3D лабораторії.
Упровадженню інформаційних технологій у бібліотеці сприяла грантова підтримка Міжнародного фонду «Відродження» (1996) на створення локальної електронної мережі бібліотеки й вступ до міжнародної Асоціації користувачів і розробників систем CDS/ISIS та АЙСІС-НІТ.
Завдяки відкриттю Центру вільного доступу й навчань в Інтернет (2001) за партнерською угодою між Радою Міжнародних досліджень та обмінів (IREX), надано доступ користувачам до світових інформаційних ресурсів.
У 2006 р. на базі бібліотеки було створено Центр європейської інформації. Цей проєкт підтримувано Міжнародний фонд «Відродження» і реалізовано спільно з Громадським центром «Ділові ініціативи» [Архівовано 21 березня 2018 у Wayback Machine.].
У 2010 р., завдяки програмі «Бібліоміст» (партнерська робота IREX, Міністерства культури й туризму України з Фундацією Білла й Мелінди Гейтс), у бібліотеці створено регіональний тренінговий центр. У рамках проєкту «Бібліоміст» організовано роботу «Піар-офісу публічних бібліотек Сумщини».
З лютого 2011 р. відділ документів іноземними мовами став одним із 12 партнерів Ґете-Інституту за проєктом «Мова. Культура. Німеччина».
У 2013 р. Сумська обласна універсальна наукова бібліотека долучилася до реалізації всеукраїнського проєкту зі створення електронної бібліотеки «Культура України» [Архівовано 23 квітня 2016 у Wayback Machine.]. У цьому ж році реалізовано грантовий проєкт, відповідно до наказу Міністерства культури України, з упровадження ініціативи «Бібліотеки — мости до по електронного урядування».
У 2016 р. бібліотека стала учасником усеукраїнського проєкту з безкоштовного навчання основам комп’ютерного програмування «Технологічна нація» за підтримки Фонду BrainBasket.
2017 рік. Бібліотека — учасник проєкту IREX/Україна [Архівовано 8 квітня 2019 у Wayback Machine.] «ПОЛіС — Поліція і Спільнота» мета якого — вибудувати довіру й плідну співпрацю між поліцією і тими, для кого вона працює і кого захищає.

### Видавнича діяльність
Найвагоміші здобутки видавничої діяльності — краєзнавчі бібліографічні посібники із серії: «Краєзнавці Сумщини» (з 1996), «Письменники Сумщини» (з 2015), «Мистецтвознавці» (з 2016). Усі видання оприлюднені в електронному вигляді на вебсайті бібліотеки в розділі «Видання». Із 60-х років минулого століття виходить «Календар знаменних і пам’ятних дат Сумщини на … рік», «Сумщина за … квартал» і «Книги Сумщини за … рік». Видання останнього періоду — матеріали науково-краєзнавчих конференцій, бібліографічний покажчик «Бібліотеки Сумщини в засобах масової інформації», поточний бібліографічний список літератури «Культурно-мистецька Сумщина на сторінках періодичних видань. (…рік)» та «Хроніка культурного життя Сумської області. (…рік) (за матеріалами преси й неоприлюдненими документами)».
Щороку бібліотека видає понад 30 методико-бібліографічних та інформаційних документів.
- Електронні видання Сумської обласної універсальної наукової бібліотеки [Архівовано 27 жовтня 2021 у Wayback Machine.]

### Нагороди й відзнаки
27 квітня 2011 р. бібліотека посіла І місце в обласному конкурсі «Кращий колективний договір» у категорії серед бюджетних установ і організацій закладів культури.
Сумська ОУНБ стала однією з 10-ти переможців Усеукраїнського проєкту програми «Бібліоміст» і «Центру Медіареформ» зі створення регіональних піар-офісів.
Високою нагородою «Заслужений працівник культури України» відзначена завідувачка відділу документів іноземними мовами Т. А. Лучкіна (2013).
За поширення краєзнавчо-мистецьких надбань регіону завідувачка відділу мистецтв Г. В. Макаренко отримала обласну літературну премію ім. П. Рудя (2014) в номінації «Культура й народна творчість».

### Інтернет-ресурси
Вебсайт обласної бібліотеки надає інформацію про роботу закладу й послуги користувачам: можливість дистанційного замовлення, бронювання документів, продовження терміну користування виданнями, методичні консультації, доступ до ресурсів інтернету.
- http://www.ounb.sumy.ua/ [Архівовано 11 червня 2011 у Wayback Machine.]

Діють блоги:
- http://sumyounb.blogspot.com [Архівовано 22 березня 2022 у Wayback Machine.]
- http://bookinsumy.blogspot.com [Архівовано 24 березня 2022 у Wayback Machine.]
- http://pr-metod.blogspot.com. [Архівовано 1 лютого 2022 у Wayback Machine.]

## Структура
- Відділ формування фондів
- Відділ обробки документів і організації каталогів
- Відділ зберігання фонду
- Соціокультурний відділ для молоді із сектором періодики
- Абонемент для юнацтва
- Відділ економічних, технічних та аграрних наук
- Відділ мистецтв
- Відділ документів іноземними мовами
- Абонемент
- Відділ наукової інформації та бібліографії
- Відділ краєзнавчої літератури й бібліографії
- Науково-методичний відділ
- Відділ інформаційних комунікацій та баз даних
- Відділ обслуговування користувачів
- Відділ медичної літератури
- Сектор обліку користувачів

## Послуги бібліотеки
Щорічно (у середньому) фахівці бібліотеки обслуговують понад 36 тис. користувачів.
Бібліотечний фонд універсальний за змістом, загальна кількість на 01.01.2018 р. складає понад 578 тис. документів.
Довідково-бібліографічний апарат утворений з генерального алфавітного каталогу (з 1943 р.), читацького алфавітного каталогу (з 1965 р.), систематичного каталогу за таблицями бібліотечної класифікації Амбарцумяна (з 1943 р., законсервований у 1986 р.), систематичного каталогу за таблицями ББК (з 1986 р., законсервований у 2017 р.), систематичного каталогу за таблицями УДК (з 2017 р.), алфавітно-предметних покажчиків до систематичних каталогів, електронного каталогу (з 1997 р.), генерального алфавітного каталогу  юнацького відділу (з 1980, законсервований у 1997 р., через закриття обласної бібліотеки для юнацтва), читацького алфавітного каталогу юнацького відділу (з 1980 р., законсервований у 2017 р.), систематичного каталогу за таблицями ББК юнацького відділу (з 1980 р., законсервований у 2017 р.), алфавітно-предметного покажчика до систематичного каталогу юнацького відділу (з 1980 р., законсервований у 2017 р.); картотеки нових надходжень (з 1987 р.), картотеки назв художніх творів, систематичної картотеки статей (1968 р); зведеного краєзнавчого каталогу в картковому (документи, видані з 1960 р.) і в електронному (з 2009 р.) вигляді; зведеного каталогу періодичних видань, що передплачені провідними бібліотеками м. Суми.
Електронний каталог ведеться з 1997 р. і відображає документні надходження з 1997 р. по теперішній час і налічує понад 334,7 тис. записів. Обсяг власних баз даних становить 396,6 тис. записів — це бази даних рідкісних і цінних видань, видань «Канадсько-українського бібліотечного центру», авторефератів дисертацій, літератури іноземними мовами, періодичних видань та інші. З 2003 р. триває рекаталогізація книжкового фонду.
До послуг користувачів установи:
- система каталогів і картотек;
- електронний каталог бібліотеки й тематичні бази даних;
- найцінніший історико-культурний та науковий фонд книжкових раритетів має сектор рідкісних і цінних видань при відділі основного зберігання фондів;
- відкриті перегляди літератури;
- тематичні виставки;
- презентації книг;
- дні інформації;
- надання додаткових послуг (за оплату).

## Робота бібліотеки в період воєнного стану
З 24 лютого 2022 року, коли частину Сумщини окупували російські війська, бібліотека була зачинена для користувачів, але ні на день не припиняла свою роботу. З метою збереження документного фонду працівники перенесли рідкісні й цінні видання в безпечніше місце. Було відключено сервер і здійснено резервне копіювання важливих файлів та електронної бази даних. Проводилася дистанційна робота з користувачами, підтримувалися сторінки бібліотеки в соцмережах.
Бібліотека відновила обслуговування користувачів відразу після звільнення Сумщини від загарбників — 12 квітня 2022 року.
Один з пріоритетних напрямів роботи бібліотеки — волонтерська допомога ЗСУ й вразливим верствам населення.
У травні 2023 року бібліотекою було організовано обласний книжковий форум «Любов до книги нас єднає», учасниками якого стали письменники, видавці, бібліотекарі, читачі, усі цінувальники друкованого слова.
Наступний книжковий форум було відкрито 30 вересня 2024 року — у Всеукраїнський день бібліотек. Проєкт реалізовано в співпраці з Ґете-Інститутом в Україні. Його мета — просування сучасної української книги, стимулювання вітчизняного книговидання, сприяння розвитку книжкового ринку, підтримка ролі бібліотек у суспільстві, виховання культури читання, підвищення культурного, освітнього й наукового рівня українського суспільства.

### Години роботи
Тимчасовий режим роботи (на період воєнного стану):
- Пн-Чт — 9.00-18.00
- Пт-Сб — 9.00-17.00
- Нд — вихідний день